# Schwaförden
Schwaförden là một đô thị thuộc the huyện Diepholz, trong bang Niedersachsen, Đức. Đô thị này có diện tích 25,96 km². Đô thị này có cự ly khoảng 40 km về phía nam của Bremen.
Schwaförden là thủ phủ của Samtgemeinde ("đô thị tập thể") Schwaförden.